# Sam Sykes
Pour les articles homonymes, voir Sykes.
Œuvres principales
- Série La Porte des Eons

Sam Sykes, né le 11 mai 1984, est un romancier américain de fantasy. Il est le fils de Diana Gabaldon, connue pour sa série Le Chardon et le Tartan.

## Œuvres

### UniversLa Porte des Eons

#### SérieLa Porte des Eons
1. Le Livre des abysses, Fleuve noir, 2011 ((en) Tome of the Undergates, 2010), trad. Emmanuel Chastellière, 554 p.  (ISBN 978-2-265-08900-6)
2. La Couronne du chaos, Fleuve noir, 2012 ((en) Black Halo, 2011), trad. Emmanuel Chastellière, 616 p.  (ISBN 978-2-265-09451-2)
3. L'Ombre de l'abîme, Fleuve noir, 2013 ((en) The Skybound Sea, 2012), trad. Emmanuel Chastellière, 566 p.  (ISBN 978-2-265-08902-0)

#### SérieBring Down Heaven
1. (en) The City Stained Red, 2014
2. (en) The Mortal Tally, 2016
3. (en) God’s Last Breath, 2017

### SériePathfinder Tales
1. (en) Shy Knives, 2016

### SérieThe Grave of Empires
1. (en) Seven Blades in Black, 2019
2. (en) Ten Arrows of Iron, 2020
3. (en) Three Axes to Fall, 2022

### Nouvelles
- (en) Humane Killer, 2009Écrit avec Diana Gabaldon.
- (en) Wish for a Gun, 2012
- Nommer la bête, 2016 ((en) Name the Beast, 2013)Parue dans l'anthologie Dangerous Women aux éditions J'ai lu et située dans l'univers de La Porte des Eons
- (en) The Ethical Heresy, 2015